# Décès en octobre 1988
Décès
- 1984
- 1985
- 1986
- 1987
- 1988
- 1989
- 1990
- 1991
- 1992

Pour une information complémentaire, voir la page d'aide.

| Date       | Nom                    | Activités                                                      | Âge | Source |
| ---------- | ---------------------- | -------------------------------------------------------------- | --- | ------ |
| 9 octobre  | Felix Wankel           | ingénieur allemand en mécanique automobile                     | 86  |        |
| 9 octobre  | Piero Fornasetti       | peintre, designer, sculpteur et décorateur d'intérieur italien | 74  |        |
| 9 octobre  | Pál Titkos             | footballeur international hongrois                             | 80  |        |
| 11 octobre | Italo De Grandi        | peintre et aquarelliste italien                                | 76  |        |
| 11 octobre | Morgan Farley          | acteur américain                                               | 90  |        |
| 11 octobre | Robert Mermet          | sculpteur français                                             | 92  |        |
| 11 octobre | Giuseppe Tonucci       | coureur cycliste italien                                       | 50  |        |
| 14 octobre | René Vietto            | coureur cycliste français                                      | 74  |        |
| 28 octobre | Pietro Annigoni        | peintre réaliste italien                                       | 78  | (en)   |
| 30 octobre | Ernst Fritz Fürbringer | acteur allemand                                                | 88  |        |